# Meteorus pendulus
Meteorus pendulus är en stekelart som först beskrevs av Cornelius Herman Muller 1776.  Meteorus pendulus ingår i släktet Meteorus och familjen bracksteklar. Arten är reproducerande i Sverige. Inga underarter finns listade i Catalogue of Life.